# Брянск-Город
Брянск-Го́род — бывшая тупиковая железнодорожная станция в городе Брянске, на территории Советского района, на левом берегу Десны.
Была построена в 1920-е годы для обеспечения центрального городского района железнодорожным сообщением; соединяла исторический центр города непосредственно с узлом Брянск-Орловский. Действовала до 1960-х годов. После закрытия пассажирского сообщения здание вокзала временно использовалось как склад, затем было разобрано, а железнодорожная ветка протяжённостью около 3 км нерегулярно эксплуатировалась для грузовых перевозок.
В конце 1990-х был окончательно демонтирован и железнодорожный путь.